# Murundi (Kayonza)
Murundi (Kinyarwanda Umurenge wa Murundi) ist einer von 12 Sektoren im Distrikt Kayonza in der Ostprovinz von Ruanda.

## Geographie
Murundi hat eine Fläche von 491,0 km² und liegt auf einer Höhe von etwa 1320 m. Der Sektor unterteilt sich in die vier Zellen Buhabwa, Karambi, Murundi und Ryamanyoni. Nachbarsektoren sind im Norden Rwimbogo, im Südosten Mwiri, im Süden Gahini, im Südwesten Rukara sowie im Westen Kiziguro und Rugarama. Im Osten liegt der Sektor am Kagera-Nil, der die Grenze zu Tansania bildet. Die Osthälfte des Sektors ist Teil des Akagera-Nationalparks. Dort befinden sich der Hago-, Kivumba- und Gishanju-See, die ganz oder teilweise innerhalb des Sektors Murundi liegen.

## Bevölkerung
Zur Volkszählung von 2022 betrug die Einwohnerzahl 57.809. Zehn Jahre zuvor waren es 35.742, was einem jährlichen Bevölkerungszuwachs von 4,9 Prozent zwischen 2012 und 2022 entspricht.

## Verkehr
Durch den Sektor verläuft die Nationalstraße 25.